# Zr.Ms. Rotterdam (1998)
Zr.Ms. Rotterdam (L800) is een amfibisch transportschip van de Koninklijke Marine en werd in 1998 in gebruik genomen.

## Taak en uitrusting
Kenmerkend voor dit type transportschepen is het grote inwendige dok met ruimte voor 4 grote LCU of 6 kleine LCVP landingsvaartuigen (of een combinatie van 2 grote en 3 kleine). Het schip kan ongeveer 4 meter zakken, waarna de dokvloer onder water komt te staan. Vanaf het voertuigendek kunnen voertuigen, personeel en materieel op de landingsvaartuigen worden gezet. Landingsvaartuigen kunnen het dok dan aan de achterzijde verlaten. Het transportschip hoeft hierbij niet stil te liggen en kan zelf met geringe vaart nog steeds landingsvaartuigen ontvangen.
Zr.Ms. Rotterdam kan een compleet mariniersbataljon (ruim 600 personen) aan boord nemen, vervoeren en ontschepen. Het kan amfibische acties tot bataljons- en landingen tot brigade-niveau coördineren, waarvoor een volledig ingerichte amfibische commandocentrale aan boord is. Bijna elk type militair voertuig kan vervoerd worden, zelfs de Leopard 2A6. Het schip heeft voorraadruimte om een landingsactie gedurende ten minste 10 dagen te steunen.
Het beschikt daarnaast over een helikopterdek (met twee helikopterspots), een hangar met capaciteit voor vier grote (AgustaWestland AW101) of zes middelgrote (NH90) helikopters en faciliteiten voor het leiden van luchtverkeer.
Aan boord is een volledig ingericht ziekenhuis van klasse 2, een operatiekamer en een intensivecareafdeling met 10 bedden. Tijdens missies kan een chirurgisch team permanent aan boord geplaatst worden.
Het schip beschikt over een ontziltingsinstallatie voor de productie van drinkwater uit zeewater.

## Bewapening
Amfibische transportschepen zijn weliswaar oorlogsschepen, maar ze zijn in de regel niet uitgerust voor het voeren van het gevecht. De bewapening is beperkt tot middelen voor zelfbescherming. Het schip voert twee Goalkeepersystemen voor luchtafweer op korte afstand en heeft 4 vaste posities voor 12,7 mm mitrailleurs (Browning 0,50 inch). Nog eens 4 relingposities en 2 demontabele op het helikopterdek zijn beschikbaar
Ingescheepte mariniers met Stinger raketten kunnen bijdragen aan de luchtbescherming van het schip, maar feitelijk zal het schip, opererend in het hogere geweldspectrum, afhankelijk zijn van fregatten voor luchtafweer.
Zr.Ms.Rotterdam kan 36 torpedo's meevoeren. Deze kunnen dienen als bewapening voor helikopters of als reserves voor escorterende fregatten. Een alternatief gebruik van het schip zou zijn als helikoptercarrier voor de onderzeebootbestrijding.
Het schip beschikt over radar- en infraroodsystemen en over misleidingssystemen voor torpedo's en radar.

## Achtergrond

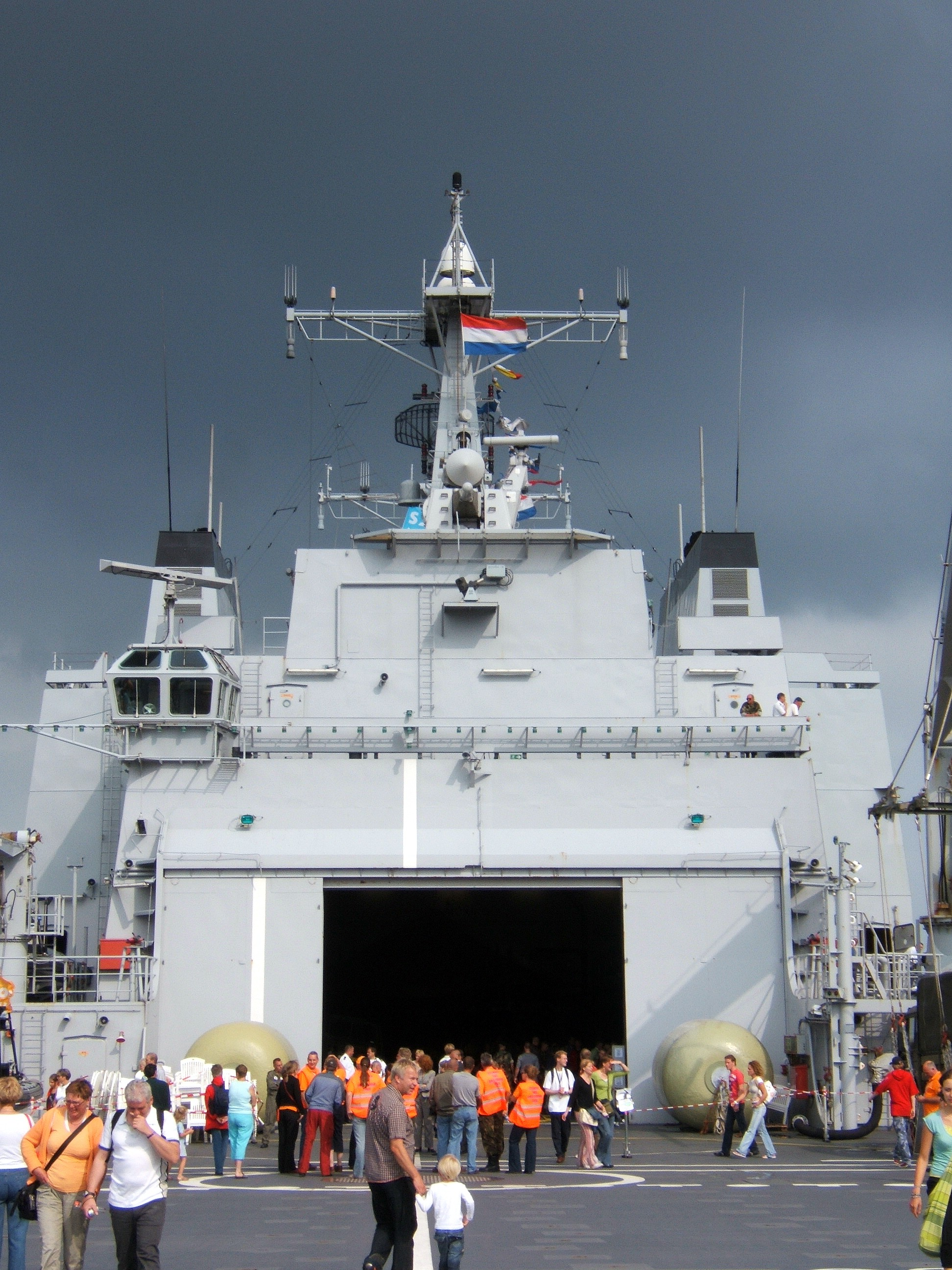
Zr. Ms. Rotterdam op Sail Amsterdam 2005

Kort na de Tweede Wereldoorlog ontving Nederland diverse kleinere landingsschepen van de Amerikaanse en Britse marine en zette die in tijdens de Indonesische Onafhankelijkheidsoorlog. Na de soevereiniteitsoverdracht aan Indonesië zijn de meesten weer uit dienst genomen, maar twee daarvan – Pelikaan en Woendi – bleven nog tot in de jaren zestig als voorraadschip in gebruik.
Het Korps Mariniers kreeg vanaf de jaren zestig een taak bij de verdediging van de zogenaamde Noordflank van de NAVO en kreeg daarvoor "koudweertrainingen" in Noorwegen. Hoewel voor het vervoer gebruik werd gemaakt van Britse transportschepen, was er behoefte aan eigen capaciteit. In 1984 werd nog overwogen een nieuw bevoorradingsschip van transportcapaciteit te voorzien, maar dat plan werd verlaten.
Pas na het einde van de Koude Oorlog in 1989 en de daaropvolgende heroriëntatie van de Nederlandse strijdkrachten op een nieuwe rol kwam er ruimte voor nieuwe transportmiddelen. Bij het ontwerp is aansluiting gezocht bij de Spaanse marine, die in dezelfde periode ook behoefte had aan een amfibisch transportschip en twee soortgelijke schepen heeft laten bouwen: de Galicia (1998) en de Castilia (2001). De samenwerkingsovereenkomst werd getekend in juni 1992. Op 25 april 1994 tekende de Koninklijke Marine een contract met de Koninklijke Maatschappij De Schelde, tegenwoordig Damen Schelde Naval Shipbuilding. Op 25 januari 1996 werd de kiel gelegd. De tewaterlating was in februari 1997. Het schip werd op 18 april 1998 in dienst gesteld.
De Koninklijke Marine gaf in 2001 opdracht voor de bouw van een tweede, groter, amfibisch transportschip. Het kwam als Zr.Ms. Johan de  Witt in 2007 in dienst. De Johan de Witt is in staat om amfibische landingen tot divisie-grootte te coördineren.

## Deelname aan acties
Zr. Ms. Rotterdam was in 1999 actief bij de operatie Allied Harbour voor de kust van Albanië en deed in 2000 mee aan de VN-operatie UNMEE voor de kust van Eritrea. Op 5 november 2003 voer het uit voor het ondersteunen van de VN-vredesoperatie UNMIL in Liberia. Vanaf 26 december heeft het schip zich, binnen enkele dagen, gereed gemaakt voor hulp aan de slachtoffers van de tsunami in Indonesië, maar werd uiteindelijk niet uitgezonden. In 2012 is de Rotterdam actief voor de kust van Somalië voor de bestrijding van piraterij. Op 24 oktober werd het beschoten vanaf een visserschip met aan boord piraten. De Rotterdam beantwoordde het vuur en bracht het visserschip tot zinken.